# Nagadeba cinerea
Nagadeba cinerea là một loài bướm đêm trong họ Noctuidae.